# Seznam ameriških šahovskih velemojstrov
Seznam ameriških šahovskih velemojstrov.

## A
- Varužan Akobian
- Lev Osipovič Alburt
- Babakuli Annakov

## B
- Julio Becerra Rivero
- Joel Benjamin
- Walter S. Browne

## C
- Larry M. Christiansen

## D
- Nick E. De Firmian

## E
- Jaan Ehlvest

## F
- John P. Fedorowicz
- Alexander Fishbein
- Bobby Fischer

## G
- Alexander Goldin
- Boris F. Gulko
- Dimitrij Gurevič

## H
- Ron Henley

## I
- Ildar Ibragimov
- Alexander Ivanov

## K
- Gregorij S. Kaidanov
- Gata Kamski
- Boris Kreiman
- Sergej Kudrin

## N
- Hikaru Nakamura
- Igor A. Novikov

## O
- Alexander Onischuk

## P
- Semon Palatnik
- Zsuzsa Polgar

## R
- Michael A. Rohde

## S
- Genadij Sagalčik
- Yasser Seirawan
- Grigorij Serper
- Alexander Shabalov
- Miron N. Sher
- Alex Sherzer
- Jurij Shulman
- Alexander Stripunski

## W
- Aleksander Wojtkiewicz

## Y
- Alex Yermolinski

## Z
- Gennadi Zaičik
- Anna Zatonskih
- Raset Ziatdinov